# Aladdin and the King of Thieves
Aladdin and the King of Thieves (Aladdín y el rey de los ladrones en España, Aladdín y los 40 ladrones en Hispanoamérica) es una película animada de 1996 dirigida por Tad Stones y con un guion a cargo de Mark McCorkle y Robert Schooley. Es la secuela de The Return of Jafar (1994), que a su vez era secuela de Aladdín (1992). Fue diseñada para ser lanzada directamente en VHS y no en cines.

## Sinopsis
Cuando Aladdín y Jasmín están a punto de casarse, el evento queda interrumpido por los famosos cuarenta ladrones. Luego de lograr echarlos del palacio descubren que el motivo por el que irrumpieron la boda fue para robar el famoso oráculo, el cual lo sabe todo y responde a cualquier pregunta que le hagan. Jasmín le dice que podrían saber todo de su futuro, Aladdín le responde diciendo que sabe que su futuro es con ella pero que no sabe nada acerca de su pasado el oráculo le dice que las respuestas de su pasado podrían ser respondidas por su padre quien sigue vivo y le dice que es prisionero en el mundo de los 40 ladrones.
Mientras Jasmín se queda en el palacio y con Genio reconstruyendo el lugar, Aladdín, Abú y Iago van a buscar a Cassim, su padre. Allí descubre que su padre es el rey de los ladrones, tras pasar una prueba en la que tenía que pelear a muerte con un rival elegido por Cassim y así ganarse su lugar en el grupo de bandidos. Su padre le dijo que la razón por la que los abandonó a él y su madre era porque quería darles una vida mejor encontrando el máximo tesoro: la mano de Midas, la cual convierte en oro todo lo que toca.
Aladdín quiere que su padre asista a su boda, al principio éste se muestra reacio pero Iago lo convence de que vaya, ya que allí tienen el oráculo y con él pueden saber cómo encontrar la mano de Midas, la cual sólo se sabe que está en una isla que cambia de lugar constantemente. Mientras van hacia el palacio, Sa'luk a quien Aladdín no había logrado matar, les revela a los guardias el escondite de los 40 ladrones y también les dice que Aladdín es hijo del rey, lo cual lo haría el príncipe de los ladrones.
Luego de presentarse como el padre de Aladdín, Cassim y Iago van en busca del oráculo pero son interceptados por los guardias y enviados al calabozo. Aladdín se siente decepcionado ya que descubre que el único motivo por el cual su padre había aceptado ir era para robar el oráculo, pero aun así lo ayuda a escapar y consiguen robar el oráculo; su padre quiere que lo acompañe a buscar el tesoro pero él le dice que irá al palacio a aceptar las consecuencias por haberlo ayudado y le dice a Iago que vaya con su padre.
Cuando Cassim vuelve a la guarida Sa'luk lo espera junto con sus ayudantes y lo aprisionan, Iago logra escapar para advertirle a Aladdín de su padre y juntos con el Genio van en su rescate. Gracias al oráculo descubren que la isla que desaparece se encuentra en la espalda de una tortuga gigante, la cual solo sale a la superficie durante unos momentos, por lo que intentan tomar la mano de Midas antes que vuelva a sumergirse.
Luego de una pelea entre Aladdín y Sa'luk, su padre le lanza la mano de Midas a su enemigo y al sostener la mano sin protegerse es convertido en una estatua de oro y se hunde bajo el agua. Cuando logran salir Aladdin le dice que al fin encontró el máximo tesoro, sin embargo su padre le dice que él es su máximo tesoro y que lamenta haber tardado tanto en darse cuenta y arroja la mano al océano, la cual cae en el barco de los ladrones convirtiéndolo en oro sólido y provocando que se hunda debido a su peso.
Al final se celebra la boda entre Aladdín y Jasmín, su padre estaba observando todo desde atrás. Iago se le acerca diciéndole que se arriesga demasiado al estar a plena luz sin máscara, él responde sonriendo que vale la pena solo por ver la boda de su hijo, Iago se va con él mientras Aladdín y la princesa inician su vida de casados.

## Personajes
| Personaje | Estados Unidos                                                  | España           | Latinoamérica   |
| --------- | --------------------------------------------------------------- | ---------------- | --------------- |
| Aladdín   | Scott Weinger                                                   | Ángel de Gracia  | Demián Bichir   |
| Genio     | Robin Williams                                                  | Pep Antón Muñoz  | Ruben Trujillo  |
| Jasmín    | Linda Larkin                                                    | Marta Barbará    | Maggie Vera     |
| Sultán    | Val Bettin                                                      | Manuel Lázaro    | Ricardo Lezama  |
| Abú       | Frank Welker                                                    | Frank Welker     | Frank Welker    |
| Iago      | Gilbert Gottfried                                               | Javier Pontón    | Héctor Lee      |
| Cassim    | John Rhys-Davies                                                | Salvador Vidal   | Arturo Casanova |
| Sa'luk    | Jerry Orbach                                                    | Joan Crosas      | Octavio Rojas   |
| Oráculo   | CCH Pounder Jim Cummings Frank Welker Bruce Alder Ernie Sabella | María Luisa Solá | Rebeca Martínez |